# تومي راندال
تومي راندال (بالإنجليزية: Tommy Randall)‏ (1 يناير 1886 في المملكة المتحدة - 1 يناير 1946) هو لاعب كرة قدم بريطاني (وحمل سابقاً جنسية المملكة المتحدة لبريطانيا العظمى وأيرلندا) في مركز الدفاع. لعب مع وست هام يونايتد.